# HMS Burford (1757)
HMS Burford (1757) — 70-пушечный линейный корабль 3 ранга Королевского флота. Третий корабль Его величества, названный Burford.

## Постройка
Заказан 15 января 1754 года. Название присвоено 13 июня 1754 года. Заложен 30 октября 1754 года. Спущен на воду 5 мая 1757 года на королевской верфи в Чатеме. Достроен 15 июля 1757 года там же.
Три корабля, построенные согласно дополнению 1754 года по чертежам Burford (и еще два по чертежам Temple) были последними 70-пушечными (фактически, 68-пушечными) кораблями, заказанными для флота, и последними в этом стандарте, формально соответствовавшем Уложению 1745 года. Boyne, заказанный в 1758 году как 70-пушечный, был достроен с изменениями только в 1771 году.

## Служба

### Семилетняя война
1757 — вступил в строй в апреле, капитан Джеймс Янг (англ. James Young); участвовал в попытке нападения на Рошфор; осенью с флотом адмирала Хока.
В составе флота сэра Эдварда Хока в сентябре участвовал в экспедиции против Рошфора, с целью уничтожить «доки, склады, арсеналы и припасы». После нападения на остров Экс было решено, что высадка на материке слишком затруднена, от этого плана отказались и 6 октября флот вернулся в Спитхед. Капитан Солтер Уильям Виллет (Saltern William Willet), переведённый с HMS Weymouth. Действовал постоянно в Канале.
1758 — капитан Джеймс Гамбье; 23 февраля с адмиралом Боскавеном ушёл в Северную Америку; был при осаде Луисбурга, затем вернулся в Англию; 12 ноября ушёл на Подветренные острова.
1759 — январь, был при Мартинике; февраль, был при Гваделупе; 13 ноября присоединился к флоту Хока; 20 ноября был в бухте Киберон, затем на Баскском рейде.
1760 — с флотом Хока.
1761 — был при высадке на о. Бель-Иль.
1762 — на Баскском рейде.
1763 — превращен в брандвахту в Плимуте; май, капитан Джеймс Логги (англ. James Loggie).

### Межвоенные годы
1764 — апрель, переделан в войсковой транспорт в Плимуте; 7 апреля вышел для доставки войск в Вест-Индию.
11 апреля прибыл в Каус принять войска. Позже брандвахта в Плимуте. Вскоре после сдачи командования капитан Логги потерял зрение и получил пенсию 200 фунтов в год.
1765 — капитан Френсис Самуэль Дрейк, брандвахта в Плимуте.
1767 — 3 марта обследован в Плимуте, записи о ремонте нет.
1768 — февраль, приспособлен под войсковой транспорт в Плимуте; капитан Дрейк сдал командование.
1769 — капитан Джон Рейнольдс (англ. John Reynolds); ноябрь, средний (исходно заказан малый) ремонт в Плимуте по февраль 1772 года.
1770 — март, выведен в резерв и рассчитан.

### Американская война за независимость
Участвовал в Американской революционной войне.
1776 — вступил в строй в октябре, капитан Г. Бауэр (англ. G Bowyer); назначен в Ирландию.
1777 — май, оснащение в Плимуте.
1778 — март-ноябрь, ремонт и оснащение в Портсмуте для службы в Вест-Индии; возвращен в строй в июне, капитан Тэйлор Пенни (англ. Taylor Penny); октябрь, капитан Питер Реньер.
1779 — 7 марта ушёл с эскадрой контр-адмирала сэра Эдварда Хьюза в Ост-Индию;
1780 — 8 декабря участвовал в уничтожении торгового судоходства при Мангалоре.
Прошел всю ост-индскую кампанию.
1782 — 17 февраля был при Садрасе; 12 апреля при Провидиене; 6 июля при Негапатаме; 3 сентября при Тринкомали.
1783 — 20 июня был при Куддалоре.
1784 — с коммодором Кингом ушёл в Англию; 3 июня прибыл в Вулвич.
1785 — 31 марта продан в Вулвиче.